# スウェーデンの大学一覧
スウェーデンの大学一覧（スウェーデンのだいがくいちらん）は、スウェーデンの大学やそれに相当する高等教育機関の一覧である。スウェーデンの高等教育は殆どの公的資金によって運営されている。
スウェーデンの大学は、universitetとhögskolaに分かれる。前者は英語のuniversity、後者はcollegeやhigher schoolに近い。便宜上、日本語では両者とも大学と訳される事が多い。universitetは研究指向、högskolorは応用科学指向であり、högskolorは博士号授与を制限されている。ただし、主に工学系や医学系の研究大学は昔の名残からhögskolaとも呼ばれる。例えば、スウェーデン王立工科大学はKungliga Tekniska Högskolan、チャルマース工科大学はChalmers Tekniska Högskolaである。

## 公立

### Universitet
| 校名                     | 設置   | 創立                                            | 学生数 （FTE、2013年） | 研究助成金 （2013年、10億Kr単位） |
| ------------------------ | ------ | ----------------------------------------------- | ---------------------- | --------------------------------- |
| ウプサラ大学             | 1477年 | 1477年                                          | 18,347                 | 4.112                             |
| ルンド大学               | 1666年 | 1425年                                          | 23,539                 | 4.874                             |
| ヨーテボリ大学           | 1954年 | 1891年                                          | 21,121                 | 3.446                             |
| ストックホルム大学       | 1960年 | 1878年                                          | 22,434                 | 2.633                             |
| カロリンスカ研究所       | 1965年 | 1810年                                          | 5,641                  | 4.805                             |
| ウメオ大学               | 1965年 | 1965年                                          | 13,389                 | 2.336                             |
| スウェーデン王立工科大学 | 1970年 | 1827年                                          | 10,544                 | 2.836                             |
| リンショーピング大学     | 1975年 | 1969年                                          | 15,252                 | 1.892                             |
| スウェーデン農業大学     | 1977年 | 1775年                                          | 3,515                  | 2.083                             |
| ルレオ工科大学           | 1997年 | 1971年                                          | 6,509                  | 0.857                             |
| カールスタード大学       | 1999年 | 1977年                                          | 6,717                  | 0.341                             |
| エレブルー大学           | 1999年 | 1977年                                          | 7,581                  | 0.364                             |
| ミット大学               | 2005年 | 1993年                                          | 5,946                  | 0.371                             |
| リンネ大学               | 2010年 | 1967年（ベクショー大学） 1977年（カルマル大学） | 11,663                 | 0.435                             |
| マルメ大学               | 2018年 | 1998年                                          | 12,566                 | 1.382                             |

### Högskola
| 校名                   | 設置年 |
| ---------------------- | ------ |
| 王立芸術院             | 1735年 |
| ストックホルム音楽大学 | 1771年 |
| コンストファック       | 1844年 |
| ボロース大学           | 1977年 |
| ダーラナ大学           | 1977年 |
| メーラルダーレン大学   | 1977年 |
| クリシャンスタード大学 | 1977年 |
| シェブデ大学           | 1977年 |
| イェブレ大学           | 1977年 |
| ハルムスタード大学     | 1983年 |
| ブレーキンゲ工科大学   | 1989年 |
| ヴェスト大学           | 1990年 |
| セーデルトーン大学     | 1996年 |
| スウェーデン国防大学   | 2008年 |
| ストックホルム芸術大学 | 2014年 |

## 私立
大学院レベルを授与する権利を持つ私立の高等教育機関には、ウプサラのヨハンネルンド神学校、ヨーテボリのチャルマース工科大学、ストックホルム商科大学、ヨンショーピング大学、エルスタ・スケンダル・ブレッケ大学、ソフィアヘメット大学、ストックホルム神学校の7校である。